# Обло Бърдо (община Андриевица)
Обло Бърдо (на сръбски: Обло Брдо) е село в Черна гора, част от Община Андриевица. Населението на селото през 2003 година е 49 души, предимно етнически сърби.

## Население
- 1948 – 216 жители
- 1953 – 292 жители
- 1961 – 235 жители
- 1971 – 205 жители
- 1981 – 173 жители
- 1991 – 138 жители
- 2003 – 69 жители

### Етнически състав
(2003)
- 34 (49,27 %) – сърби
- 31 (44,92 %) – черногорци

|  | Тази страница частично или изцяло представлява превод на страницата „Обло Брдо (Андријевица)“ в Уикипедия на сръбски. Оригиналният текст, както и този превод, са защитени от Лиценза „Криейтив Комънс – Признание – Споделяне на споделеното“, а за съдържание, създадено преди юни 2009 година – от Лиценза за свободна документация на ГНУ. Прегледайте историята на редакциите на оригиналната страница, както и на преводната страница, за да видите списъка на съавторите. ВАЖНО: Този шаблон се отнася единствено до авторските права върху съдържанието на статията. Добавянето му не отменя изискването да се посочват конкретни източници на твърденията, които да бъдат благонадеждни. |